# Sidoluhur (Lawang)
Sidoluhur is een bestuurslaag in het regentschap Malang van de provincie Oost-Java, Indonesië. Sidoluhur telt 5656 inwoners (volkstelling 2010).